# Anton Friedrich Justus Thibaut
Anton Friedrich Justus Thibaut (Hameln, 4 gennaio 1772 – Heidelberg, 20 marzo 1840) è stato un giurista tedesco.

## Biografia

### Biografia
Sapiente giurista, tenne cattedre nelle università di Kiel, Jena ed Heidelberg. Il cognome francese lascia ipotizzare che provenisse da una famiglia ugonotta rifugiatasi in Germania per sfuggire alle persecuzioni. Spesso si trovò in polemica con Friedrich Carl von Savigny, ma esercitò un'influenza sugli studi filosofici a lui contemporanei pari a quest'ultimo. I litigi nacquero nello specifico sulle differenti posizioni che i due studiosi avevano relativamente a una possibile codificazione. Savigny, dal canto suo, riteneva tale scelta assolutamente anti-storica e irreparabile poiché trascendeva quello che era il naturale sviluppo del diritto. Infatti, Savigny riteneva inutile la codificazione, in quanto, secondo lui, il giurista doveva essere uno storico e quindi doveva ricercare le soluzioni ai problemi nella storia e non nei codici. Al contrario, Thibaut si batté per sostenere quelli che erano i valori che un codice avrebbe potuto offrire ad uno Stato in termini di efficienza e certezza del diritto. Si badi che il tema assumeva elevata importanza all’epoca: era infatti da poco terminata l’esperienza napoleonica che aveva portato con sé la mastodontica opera del Codice Napoleonico e si trattava di decidere quale strada percorrere nei decenni successivi alla caduta dell’imperatore francese. 
Fu inoltre musicologo e Robert Schumann lo elogiò nei suoi Ricordi.
Bernhard Friedrich Thibaut era suo fratello.
Oggetto del dibattito con Savigny, era la sorte che avrebbe dovuto avere il diritto in Germania: 
Infatti inizialmente rappresentavano i due poli opposti e geniali della Germania ottocentesca. 
Thibaut un uomo nobile, gentile, studioso con la testa sulle spalle, e Savigny un piccolo ribelle, già da bambino aveva sempre da ridire ai rimproveri della madre e con la sua retorica filosofica riusciva a evitare di consumare cibi a lui non graditi. 

### Opere
- System des Pandektenrechts, 1803
- Über die Notwendigkeit eines allgemeinen bürgerlichen Rechts in Deutschland, 1814 (Digitalisat Archiviato il 9 novembre 2010 in Internet Archive. beim Max-Planck-Institut für europäische Rechtsgeschichte)
- Über Reinheit der Tonkunst, 1824
- Ueber Reinheit der Tonkunst. Zweyte, vermehrte Ausgabe. Heidelberg, 1826.

### Fonti
Thibaut, Anton Friedrich Justus su Treccani.it